# Milano-Torino 1935
La Milano-Torino 1935, ventitreesima edizione della corsa, si svolse il 31 marzo 1935 su un percorso di 244,9 km con partenza a Milano e arrivo a Torino. Riservata a professionisti e indipendenti, fu vinta dall'italiano Giovanni Gotti, che completò il percorso in 7h25'10" precedendo per distacco i connazionali Adalino Mealli e Aldo Bini.
Conclusero la prova, organizzata dallo S.C. Paracchi di Torino, 23 dei 94 ciclisti al via; solo 15 furono però i ciclisti classificati, a causa di otto squalifiche comminate dalla Federciclismo dopo la seduta del 16 aprile 1935. Tra queste spiccarono quelle inflitte al quarto, settimo e ottavo classificato, rispettivamente Mario Cipriani, Remo Bertoni e Domenico Oggero, tutti declassati per traino o spinta.

## Percorso
Partito dal Poligono di Boldinasco a Milano, il percorso si caratterizzò, nella prima parte, per sostanziale pianura, attraversando Gallarate e Somma Lombardo fino ad Arona; da qui, con i primi lievi saliscendi attraverso Oleggio Castello, Borgomanero, Gattinara e Biella (km 116), si avviò alla salita della Serra d'Ivrea. Dopo la discesa su Ivrea, il percorso proseguì verso Strambino, Chivasso (km 177) e Cavagnolo, salendo quindi a Brozolo e Cocconato, e da lì avviandosi verso il Motovelodromo dell'ex Capitale del Regno, sede del traguardo dopo 244,9 km di gara.

## Ordine d'arrivo
| Pos. | Corridore           | Squadra            | Tempo    |
| ---- | ------------------- | ------------------ | -------- |
| 1    | Giovanni Gotti      | Legnano            | 7h25'10" |
| 2    | Adalino Mealli      | Legnano            | a 2'40"  |
| 3    | Aldo Bini           | A.C. Pratese       | a 7'20"  |
| 4    | Attilio Masarati    | Ganna              | s.t.     |
| 5    | Giuseppe Baroni     | U.S. Legnanese     | s.t.     |
| 6    | Osvaldo Della Latta | Gloria             | s.t.     |
| 7    | Antonio Fraccaroli  | Cesare Battisti    | s.t.     |
| 8    | Nello Taddei        | G.S. Flaminio      | s.t.     |
| 9    | Carlo Oria          | S.C. Vigor         | s.t.     |
| 10   | Carlo Romanatti     | U.S. Legnanese     | s.t.     |
| 11   | Ambrogio Morelli    | U.S. Legnanese     | s.t.     |
| 12   | Ermanno Moser       | V.C. Trento        | s.t.     |
| 13   | Enrico Mara         | S.C. Mara          | a 9'00"  |
| 14   | Mauro Valle         | S.C. Broni         | s.t.     |
| 15   | Edoardo Molinar     | U.S. Italia Tolone | s.t.     |